# Bitcoin
Bitcoin, afgekort BTC, is een vorm van cryptogeld. Het is de eerste gedecentraliseerde digitale munt die zonder centrale bank of een centrale beheerder werkt. Het netwerk is peer-to-peer en de transacties gebeuren tussen de gebruikers onderling, zonder tussenpersoon. Deze transacties worden door een cryptografisch algoritme nagekeken via zogenaamde nodes en opgeslagen in een openbare gedistribueerde database, in de blockchain, waar gemiddeld eens in de 10 minuten een blok aan wordt toegevoegd. Bij elk blok wordt een bedrag aan bitcoin in omloop gebracht volgens een zodanig vast schema dat er nooit meer dan 21 miljoen bitcoin kunnen zijn.
Het concept van een blockchain werd in 1998 beschreven door Wei Dai op de cypherpunks-mailinglist, en in 2009 door Satoshi Nakamoto geïmplementeerd als opensourcesoftware onder de naam Bitcoin. Satoshi Nakamoto is een pseudoniem van een onbekende persoon of groep. Satoshi, afgekort sat, werd later ook de naam van de kleinste rekeneenheid van bitcoin: 1 satoshi = 1/100.000.000 bitcoin, één honderdmiljoenste van één bitcoin, of 0,01 microbitcoin.

## Geschiedenis
Het ontstaansblok, ook wel genesis block, het eerste blok op de bitcoinblockchain, werd op 3 januari 2009 om 18:15:05 GMT (19:15:05 Midden-Europese Tijd) gegenereerd en bevatte de tekst: The Times 03/Jan/2009 Chancellor on brink of second bailout for banks. De eerste bitcointransactie werd op 12 januari 2009 door Satoshi Nakamoto naar Hal Finney verstuurd. Vanaf die dag tot begin 2016 vonden ongeveer 100 miljoen bitcointransacties plaats, dit was op 1 juni 2021 opgelopen tot 645 miljoen en eind 2024 was het meer dan een miljard. De eerste gedocumenteerde aankoop van goederen met Bitcoin was op 22 mei 2010, toen Laszlo Hanyecz voor BTC 10.000 twee pizza’s kocht. De waarde van een Bitcoin bereikte voor de eerste keer in april 2011 de waarde van $1, in juni 2011 $10, in april 2013 $100, in november 2013 $1 000 en in december 2017 $20 000. Begin februari 2018 daalde de koers tot onder de $8 000.
Segregated Witness, afgekort tot SegWit, werd op 24 augustus 2017 geactiveerd.
Bitcoin brak op dinsdag 5 december 2017 voor het eerst door de grens van 10 000 euro heen. Er ontstond een wereldwijde run op de cryptomunt. Tegelijkertijd begonnen overheden in landen als China en Zuid- Korea de wetgeving rond Bitcoin versneld aan te scherpen. Mede hierdoor verloor Bitcoin in het begin van 2018 meer dan 60 procent van zijn waarde. Anno 2019 leefde de munt weer op.
De Coinmarketcap meldde in november 2019 een val van 10% in waarde van Bitcoin tot ongeveer 6 000 euro. Deze val wordt hoofdzakelijk geweten aan de aankondiging door de Chinese volksbank om op te treden tegen illegale activiteiten bekostigd met cryptomunten.
Bitcoin bereikte in februari 2021 voor het eerst een marktkapitalisatie van een biljoen VS-dollar, ongeveer 18.600.000 bitcoin van ruim US$ 50.000 per stuk.
Op 5 december 2024 bereikte Bitcoin een waarde van $100.000, mede door bredere adoptie zoals goedgekeurde Bitcoin-ETF's. Analisten suggereren dat de overwinning van Donald Trump bij de Amerikaanse presidentsverkiezingen ook heeft bijgedragen door verwachtingen van soepelere regelgeving.
Op 14 juli 2025 werd een nieuw record bereikt van $120.000, mede door blijvende interesse in Bitcoin-ETF’s en optimisme over de economische koers onder president Trump.

### Hard forks
Een hard fork van Bitcoin is een afsplitsing waarbij een andere cryptovaluta ontstaat, maar met tot een bepaald blok dezelfde blockchain als die van Bitcoin. Voorbeelden zijn Bitcoin Cash, Bitcoin Gold en Bitcoin SV, Dit impliceert dat een bitcointegoed in een eerder blok dat nog niet als bedrag in de nieuwe valuta is uitgegeven, alsnog als zodanig uitgegeven kan worden, onafhankelijk ervan of het als bitcointegoed is of wordt uitgegeven. Anders gezegd, de eigenaar van een bepaald bedrag in bitcoin wordt bij de fork tevens eigenaar van eenzelfde bedrag in de nieuwe valuta.
Op 1 augustus 2017 splitste Bitcoin Cash (BCH, BCC, of XBC om te voldoen aan de internationale standaard voor valutacodes (ISO 4217)) af van Bitcoin. De referentie-implementatie heet Bitcoin ABC (Adjustable Blocksize Cap; de maximale blokgrootte is nu 8 MB) of Bitcoin UAHF (User Activated Hard Fork). Er zijn geen plannen om enige vorm van SegWit in te voeren.
De tak die meestal wordt beschouwd als het oorspronkelijke Bitcoin, en de code BTC heeft gehouden, wordt ter verduidelijking wel aangeduid met Bitcoin Core (de naam van de referentie-implementatie). Een enkele keer beschouwt een bedrijf Bitcoin Cash als het enige echte Bitcoin en gebruikt zelfs "BTC" voor Bitcoin Cash. BTC en BCC gebruiken hetzelfde proof-of-work-algoritme, waardoor miners gemakkelijk tussen de twee kunnen schakelen. Als de verhouding van de moeilijkheidsgraden van beide ongelijk zou zijn aan de verhouding van de blokopbrengsten (blokbeloningen plus transactiebeloningen) zou met een van beide meer per hash verdiend worden, waardoor miners daarvoor zouden kiezen, en daardoor in minder tijd een blok daarvoor vinden. Doordat de moeilijkheidsgraad bij elk automatisch wordt aangepast zo dat één blok per 10 minuten wordt gevonden, worden beide verhoudingen in principe automatisch ongeveer gelijk.

## Beschrijving

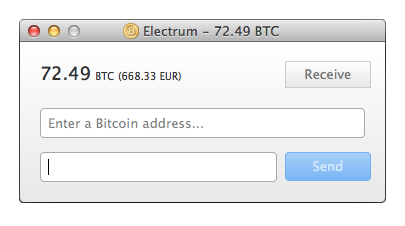
Electrum-bitcoinportemonnee

Het idee achter de werking van bitcoin is te lezen in een document van Satoshi Nakamoto. Een bitcoinbedrag kan naar een andere persoon worden verzonden via het internet. Bij de beveiliging van een bitcoinbedrag gaat het er (zoals ook bij veel andere data) enerzijds om dat de code ervan niet in verkeerde handen komt (een crimineel die het snel kan gebruiken, zodat de eigenaar dat niet meer kan), en anderzijds dat de code niet verloren gaat bij technische storingen, brand, per ongeluk weggooien, e.d. (zodat niemand het bedrag meer kan gebruiken). Bij het eerste helpt offline bewaren (wat ook kan als een code op papier), bij het tweede het maken van back-ups.
De blockchain bevat een logboek van alle transacties (een paar duizend per blok) sinds blok 0, het genesisblok. De blockchain is openbaar en wordt verspreid over knooppunten van een peer-to-peer-netwerk (consensusnetwerk) waar in principe iedereen aan kan deelnemen en zodoende het logboek kan controleren of bijhouden. Het netwerk maakt gebruik van cryptohashing om te voorzien in de nodige beveiliging, opdat bitcoins alleen kunnen worden uitgegeven door de persoon die er eigenaar van is, en ook nooit meer dan één keer uitgegeven kunnen worden door die eigenaar.

## Transactie
Voor het ontvangen van een bitcoinbedrag kiest/genereert men een geheime sleutel van 32 bytes, dus 256 bits, waar dan de bijbehorende publieke sleutel uit wordt afgeleid. Een hash van 20 bytes, dus 160 bits, van de publieke sleutel, vormt in de blockchain de interne representatie van een bitcoinadres. Met 0x00 ervoor en een hash van 4 bytes erachter als checksum wordt dit een string van 25 bytes, die vaak wordt ingevoerd en weergegeven in base58check. Hij heeft dan 25-34 alfanumerieke tekens, en begint dan met 1 (P2PKH-adres). Een variant begint met 3 (P2SH-adres). Hierbij staan P2PKH en P2SH voor de twee soorten transactieoutput, pay to public key hash en pay to script hash (zie ook onder). Iedereen kan de interne representatie in de base58-representatie omzetten en omgekeerd, dus qua veiligheid en privacy zijn ze gelijkwaardig; in een context waarin de representatie er niet toe doet behoeven "bitcoinadres" en "hash van de publieke sleutel" geen nadere aanduiding en kunnen deze formuleringen door elkaar gebruikt worden.
Men deelt dit bitcoinadres mee aan de betaler. Na betaling komt er in de blockchain een transactie te staan met als output (of een van de outputs) de combinatie van het bedrag en de hash van de publieke sleutel. Een miner die een blok vindt, zie onder, creëert daarmee een vaste blokbeloning, de reward, een output zonder dat er een betaler is. Deze is ook weer de combinatie van het bedrag en de hash van de publieke sleutel.
Iemands bezit aan bitcoin bestaat uit de nog niet uitgegeven transactieoutputs (unspent transaction outputs, UTXO's) waarvan men de geheime sleutel heeft. In combinatie met de betalingsopdracht kan men hieruit namelijk een code genereren die wordt meegestuurd met de betalingsopdracht. Daarmee kan worden vastgesteld dat de gebruikte geheime sleutel hoort bij de hash van de publieke sleutel, zonder dat de geheime sleutel zelf af te leiden is. Voor extra veiligheid en privacy hoeft de gebruiker zelfs de publieke sleutel aan niemand bekend te maken, maar slechts de hash ervan.
Een transactie (behalve de eerste van een blok, die de vaste blokbeloning van het vinden ervan bevat) heeft als input een of meer outpoints. Een outpoint is een verwijzing naar een bepaalde output van een bepaalde transactie. Deze outputs moeten uiteraard onder controle staan van de opdrachtgever van de eerstgenoemde transactie. Verder wordt gecontroleerd of de output nog niet is uitgegeven, dus of het een UTXO is. De controlerende nodes houden hiervoor een UTXO-database bij, omdat dit gemakkelijker is dan het rechtstreeks uit de blockchain af te leiden. Begin 2018 zijn er ruim 60 miljoen UTXO's. De initiatiefnemer kan een output onder controle stellen van zichzelf, als wisselgeld. Het totale outputbedrag kan uiteraard niet meer zijn dan het totale inputbedrag, wel minder: het verschil is dan de transactiebeloning (zie ook verderop).
Bitcoin gebruikt bij de controle over een output de standaard secp256k1 ECDSA (Elliptic Curve Digital Signature Algorithm). De letters "sec" staan voor Standards for Efficient Cryptography. De p staat voor het feit dat de standaard een set van 6 parameters vastlegt. Het getal 256 betreft het aantal bits. De k verwijst naar het gebruik van een koblitzkromme. Er wordt gebruik gemaakt van de elliptische kromme {\displaystyle y^{2}=x^{3}+7} over het eindige lichaam Fn met {\displaystyle n=2^{256}-2^{32}-2^{9}-2^{8}-2^{7}-2^{6}-2^{4}-1}.
Op 24 augustus 2017 werd Segregated Witness, kortweg SegWit, geactiveerd, niet te verwarren met het verdergaande voorstel SegWit2x. De beperking van de blokgrootte tot 1 MB werd gematigd tot 4 miljoen weight units (WU), kortweg 4 MWU, waarbij bytes die het effect van transacties bepalen (het vervallen en creëren van UTXO's) voor 4 WU tellen, maar bytes voor het controleren van de geldigheid voor maar 1 WU.

### Onomkeerbaarheid
Een bitcointransactie is onomkeerbaar, er is namelijk geen externe partij met de macht om een transactie terug te draaien. In die zin is deze voor de betaler minder veilig: bij fraude kunnen betalingen via banken en kredietkaartmaatschappijen in sommige gevallen teruggedraaid worden. Dit is niet het geval bij bitcoinbetalingen. Bitcoin is daarom een populair betalingsmiddel bij online misbruik zoals ransomware en banking malware.

### Ontbreken van schaalbaarheid
De limiet van 4 MWU per blok, gecombineerd met de regel van elke 10 minuten een blok, beperkt de transacties tot 6667 WU per seconde. Dit komt overeen met 4 tot 7 betalingen per seconde. In absolute zin is er dus geen schaalbaarheid. Het aantal mogelijke transacties per seconde is veel kleiner dan wat al plaatsvindt bij pinbetalingen en credit cards. Het maakt grootschalig gebruik van bitcoin voor kleine betalingen onmogelijk (zie ook onder).
De blokgroottebeperking, toen tot 1 MB, werd in 2010 ingevoerd om denial-of-serviceaanvallen tegen te gaan.
Een mogelijke oplossing is het Lightning Network, waarbij twee personen (bijvoorbeeld een retailbedrijf en een exchange) een onderling betalingskanaal kunnen opzetten en daarbij een borg storten (met combinaties van transacties die deels van het type P2SH zijn, zie onder). Deze personen kunnen dan betalingen verrichten aan elkaar, zonder dat die allemaal apart in de blockchain worden gezet; dat gebeurt alleen bij een uiteindelijke afrekening. Als veel tweetallen personen dit doen ontstaat een netwerk, via hetwelk ook off-chain betalingen kunnen worden verricht tussen deelnemers die niet samen een betalingskanaal hebben. Een test in maart 2021 liet zien dat bij betaling met bitcoin van €23 voor twee pizza's, bij gebruik van het Lightning Network de transactiekosten nul waren, en anders een extra € 23.

### P2SH
P2SH staat zoals gezegd voor pay to script hash. Het is in 2012 als extra mogelijkheid ingevoerd. De ontvanger maakt dan vooraf een redeem script dat de voorwaarden bepaalt waaronder het bedrag na ontvangst van de betaler, later weer vrij komt. De ontvanger geeft de hash van het script aan de betaler, om in de betalingsopdracht te verwerken. Na ontvangst kan de ontvanger het redeem script in een betalingsopdracht verwerken, waarna het script wordt uitgevoerd om te bepalen of het bedrag vrijkomt. Het is een beperkte vorm van een smart contract. Bij sommige constructies wordt een combinatie van transacties toegepast.

## Bitcoinportemonnee

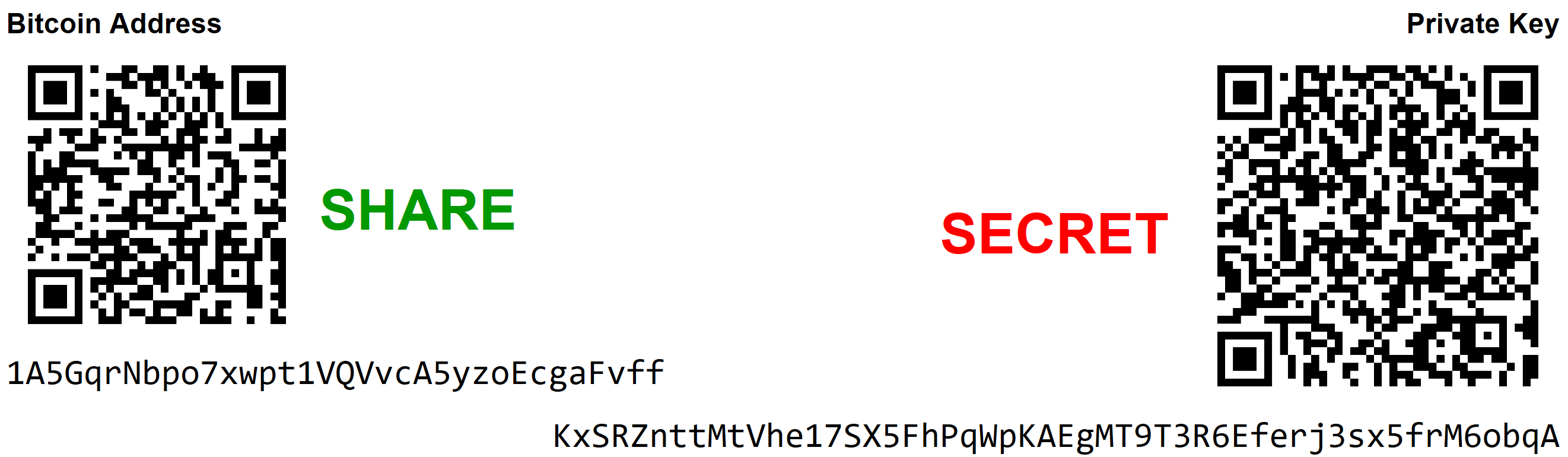
Voorbeeld van een printbare papieren bitcoinportemonnee die bestaat uit een bitcoinadres om te ontvangen, de bijbehorende geheime sleutel ('private key') om te spenderen, en de QR-codes van beide.

Een bitcoinportemonnee/-wallet (portemonnee/-wallet voor bitcoin) is een gegevensdrager met op zijn minst de informatie die een eigenaar van bitcoinbedragen nodig heeft om ze uit te geven. Dit zijn de openbare gegevens van zijn UTXO's en de bijbehorende geheime sleutels.
Bij een papieren portemonnee (paper wallet), al of niet inclusief een tweedimensionale streepjescode, staat de informatie op papier. Een fysieke bitcoinmunt die echt bitcoin bevat heeft een verkorte geheime sleutel (een code met als hash een gewone geheime sleutel) die verzegeld is aangebracht (dat wil zeggen zodanig dat als iemand hem heeft kunnen lezen dit zichtbaar is). Men moet dan wel de producent kunnen vertrouwen.
Een hardwareportemonnee/wallet (vaak in de vorm van een USB-stick) is een elektronische gegevensdrager, die wanneer geen transacties worden uitgevoerd voor de veiligheid offline kan worden bewaard.
Een bitcoinportemonnee is vaak een computerprogramma op een computer/tablet/smartphone met bijbehorend portemonneebestand (wallet file), met naast de informatie die nodig is voor het uitgeven ook bijvoorbeeld een overzicht van eerdere transacties. Voor extra veiligheid kan men een versie installeren zonder mogelijkheid tot ondertekenen, en op een ander, offline apparaat de transactie ondertekenen, waarbij de te ondertekenen en de ondertekende transactie bijvoorbeeld met een USB-stick worden overgebracht. Aangesloten op internet spreekt men van een hot wallet, en anders van een elektronische of papieren cold wallet.
De gegevens kunnen Ook door een vertrouwde derde partij worden beheerd, een portemonneedienst (wallet service).
Uiteraard hoeft men niet voor zijn gehele bitcoinbezit dezelfde methode toe te passen. Men kan bij kleine bedragen voor lopende uitgaven het accent leggen op gemak, en voor grote bedragen op extra veiligheid.
De referentie-implementatie van Bitcoin, Bitcoin Core, heeft niet alleen de functie van bitcoinportemonnee, maar bevat ook de software en data voor mining (zie onder). Deze vergt daardoor meer dan 65 GB geheugen.

## Privacy
Bitcoin is niet anoniem maar pseudoniem. Van elk bitcoinadres zijn alle in- en uitgaande transacties in termen van de bitcoinadressen van respectievelijk betaler en ontvanger(s) openbaar, met datum en tijdstip. Dit laat bijvoorbeeld toe om activiteit van grote bitcoinportefeuilles (de zogenaamde 'walvissen') te volgen. Echter hoeft dit niet noodzakelijk te betekenen dat de identiteit van de eigenaar openbaar is.
Er zijn verschillende technieken, om de identiteit achter een betaling dan wel bitcoinadres, zo geheim mogelijk te houden. Zo kan voor iedere betaling een ander bitcoinadres gebruikt worden. Ook zijn er (vaak criminele) organisaties die de betalingen anonimiseren.
Voor vrijwel alle mainstream crypto beurzen geldt tegenwoordig KYC. Een aantal methodes om zo anoniem mogelijk Bitcoin te kopen/bezitten: Via een Bitcoin pinautomaat, ruilen voor cash, coinmixers en meer. Hier komen echter verschillende risico's bij kijken.
In theorie blijft het altijd mogelijk de identiteit achter een transactie/bitcoinadres te traceren. Een gebruiker kan het hooguit erg onpraktisch maken.

## Controle van transacties en het vinden van een blok

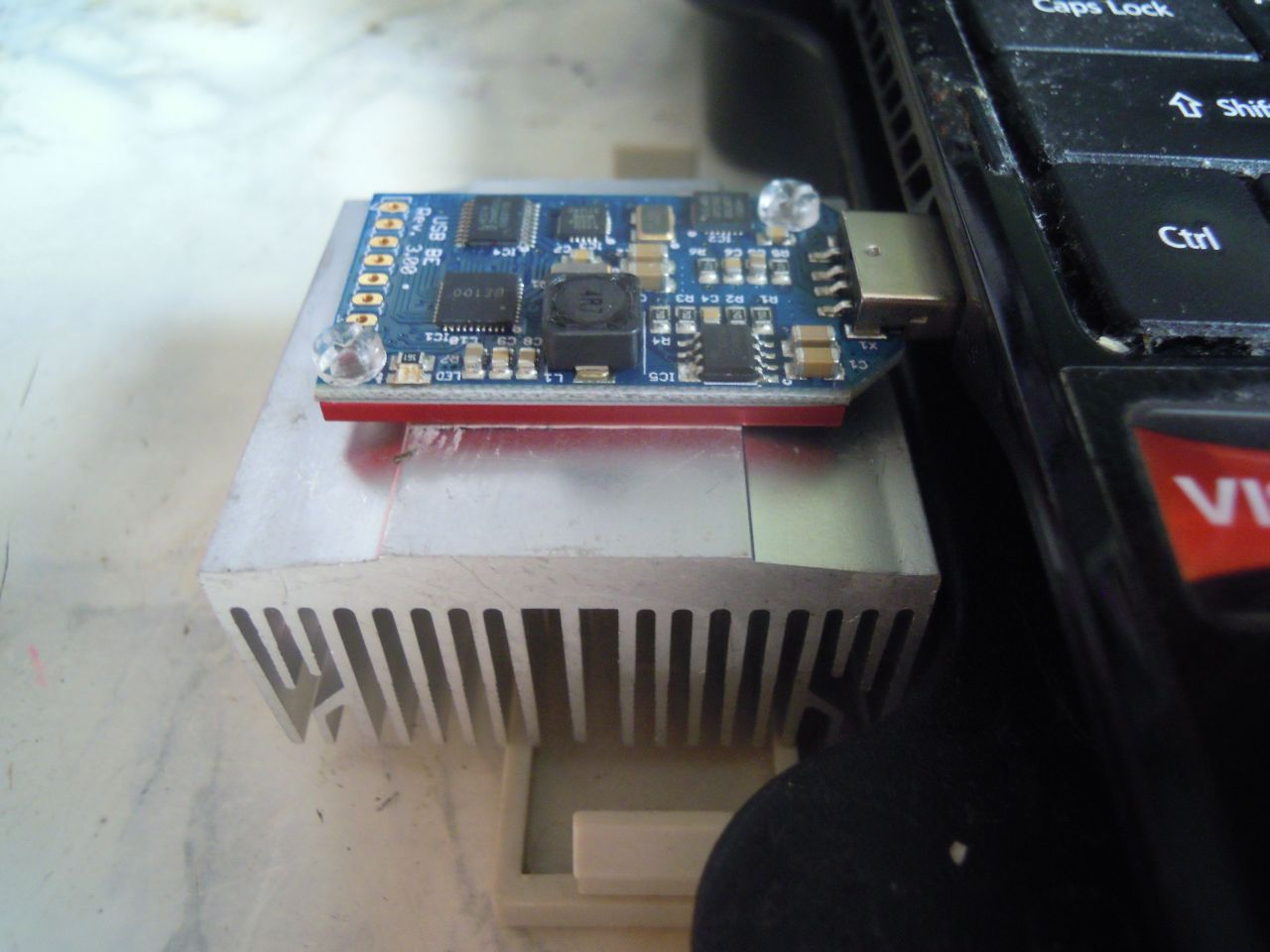
Bitcoinminer met een ASIC-chip, anno 2013

Personen en organisaties, iedereen kan meedoen, miners genoemd, controleren transacties en plaatsen die in een blok. Dit blok verschilt per miner door de selectie en volgorde van de opgenomen transacties, en door het bitcoinadres (zie verderop) van de miner, dat hij ook in het blok plaatst. De miners proberen vervolgens voor hun blok een completering te vinden zo dat het blok aan bepaalde, in de software vastgelegde, eisen voldoet. Deze zijn zo gekozen dat dit gemiddeld heel veel rekenwerk vereist. Dit vormt een proof-of-work (POW) systeem (van het type hashcash), waardoor manipulaties door criminele miners niet lonend zijn. Het is voldoende als de rekenkracht van samenwerkende criminele miners een minderheid van de totale rekenkracht van de miners is. Wie als eerste een correcte completering van zijn blok vindt (kort gezegd: een blok vindt) krijgt volgens een in de software ingebouwd systeem een vaste blokbeloning, de reward (en daarnaast ook transactiebeloningen, fees, van opdrachtgevers van transacties, zie verderop). Gegeven een bepaalde rekenkracht is het een kwestie van geluk om snel zo'n blok te vinden, dus met een beperkte rekenkracht maakt men toch een evenredige kans. Er zijn ook miningpools actief op internet waar mensen steeds samen voor hun gezamenlijke blok kunnen zoeken naar een completering die aan de eisen voldoet, door de gezamenlijke rekenkracht van hun computers in te zetten. In plaats van een kleine kans op een grote beloning heeft men dan een grotere kans op een deel ervan.
Het vinden van een blok wordt, refererend aan de vaste blokbeloning waarmee een extra bedrag aan bitcoin in omloop wordt gebracht, het "delven" (minen) van bitcoin genoemd. De delvers/miners zijn de knooppunten van het consensusnetwerk.
Een blok moet zodanig zijn dat als tweemaal de hashfunctie SHA-256 wordt toegepast op de block header, het resultaat van 256 bits kleiner is dan het difficulty target. De moeilijkheidsgraad (difficulty) is 2224 gedeeld door het difficulty target, dus per hash (dubbele toepassing van SHA-256) is de kans op succes 2−32 gedeeld door de moeilijkheidsgraad. Voor het vinden van een blok is het gemiddelde aantal benodigde hashes dus 232 maal de moeilijkheidsgraad. De moeilijkheidsgraad wordt steeds zo gekozen dat er gemiddeld één blok per 10 minuten wordt gevonden, dus de totale hashrate is de moeilijkheidsgraad maal 7 MH/s (megahash per seconde).
De nonce is 32 bits, dus bij het proberen van alle noncewaarden is de kans op succes 1 gedeeld door de moeilijkheidsgraad.
De moeilijkheidsgraad is in december 2017 ongeveer 2 biljoen. Het vinden van een blok vergt dus gemiddeld ongeveer 8 ZH (zettahash). De benodigde hashrate om dit in 10 minuten te bereiken is ongeveer 13 EH/s (exahash per seconde). Het feit dat concurrerende miners soortgelijk werk doen maakt de totale hoeveelheid werk niet groter, want ze werken zoals gezegd niet aan precies hetzelfde blok (doordat het niet precies dezelfde transacties bevat, en sowieso al omdat hun eigen bitcoinadres er ook in staat), of als ze dat wel doen in een miningpool, coördineren ze het werk zo dat ze geen hashes dubbel berekenen.
Gekoppeld aan het vinden van een blok wordt een bitcoinbedrag in omloop gebracht, dat de vaste blokbeloning vormt voor de vinder van het blok. Het bedrag per blok wordt ongeveer elke vier jaar gehalveerd: 2009-2012: BTC 50; 2012-2016: BTC 25; 2016-2020 BTC 12,5; van 11 mei 2020 tot 22 april 2024: BTC 6,25, en nu tot 2028 BTC 3,125. Dit is dus ook steeds de gemiddelde toename per 10 minuten van het totale bitcoinbedrag dat in omloop is. Deze halveringen vonden plaats bij blok 210.000, 420.000 en op blok 630.000 op 11 mei, 2020. Dus per vier jaar (210.000 blokken) is wat erbij kwam achtereenvolgens BTC 10.500.000, BTC 5.250.000, BTC 2.625.000, van 11 mei 2020 tot 2024 BTC 1.312.500, en nu tot 2028 BTC 656.250. In theorie zou dit, oneindig doorgaand, tot een limietbedrag van BTC 21.000.000 naderen. Een bedrag in bitcoin heeft echter maximaal 8 cijfers achter de komma (de kleinste eenheid, een satoshi, is dus 0,01 microbitcoin), waarmee de halvering van de vaste blokbeloning door afronding naar beneden op nul uitkomt (en daarmee het in roulatie brengen van bitcoins stopt) en er uiteindelijk BTC 20.999.999,9769 is. Door enkele bugs en andere technische eigenaardigheden is het maximale aantal nog wat lager, ongeveer BTC 20.999.850. Er zijn dan 33 maal 210.000 is 6.930.000 blokken, in ongeveer het jaar 2140. Er blijven dan nog wel blokken bijkomen, maar de miners ontvangen dan alleen nog transactiebeloningen.
In januari 2018 werd blok 504.000 gevonden, er was toen BTC 16.800.000 in omloop gebracht. Per 8000 blokken (gemiddeld 55 dagen, 13 uur en 20 minuten) komt daar voorlopig BTC 100.000 bij.
Het beperken van het aantal bitcoins kan een soort schaarste creëren die het op peil blijven en stijgen van de waarde van een bitcoin zou kunnen bevorderen.
Van 2016-2020 is de opbrengst per blok zoals gezegd BTC 12,5 (excl. transactiebeloningen), dit is in december 2017 ongeveer 150 sat/PH. In december 2017 is bij een bitcoinkoers van € 15 000 de opbrengst per blok dus € 187 500 (excl. transactiebeloningen), dit is ongeveer € 20 per EH.
Sinds 2013 worden ASIC's gebruikt om bitcoins mee te minen. De speciaal daarvoor ontwikkelde chips zijn sneller en energiezuiniger dan de GPU's die voorheen werden gebruikt voor dat doel. Ook werden FPGA's gebruikt. In het begin van het bitcointijdperk kon men volstaan met een eenvoudige CPU, maar tegenwoordig levert mining zonder gespecialiseerde hardware nauwelijks wat op.
De miners controleren zoals gezegd ook transacties, met name of de eigenaar van een bitcoinbedrag het niet meermalen heeft uitgegeven. Ze hebben daar ook belang bij, dan gaan ze geen rekenkracht verspillen aan het vinden van een blok dat wegens te verwerpen transacties ongeldig is. Andere miners gaan dan verder werken met een vertakking van de blockchain waarin dit verkeerde blok is vervangen door een goed blok. De geaccepteerde blockchain bevat dan niet het verkeerde blok, waardoor de vaste blokbeloning en transactiebeloningen die in het verkeerde blok geregistreerd staan vanzelf onbruikbaar worden. Als een betaling in een blok geregistreerd staat is dus nog niet zeker dat het bedrag uiteindelijk besteedbaar is. Als er echter nog vijf blokken op het blok hebben voortgebouwd is het voor de ontvanger van een betaling vrijwel zeker dat de transactie definitief in de geaccepteerde blockchain geregistreerd staat, en dus in orde is. Blokken die uiteindelijk niet in de geaccepteerde blockchain staan worden orphaned blocks (weesblokken) genoemd; deze terminologie kan enigszins verwarrend zijn, omdat het eigenlijk blokken zijn zonder doorlopend "nageslacht". Hoe vaak een orphaned block voorkomt hangt ervan af welke vorm van voorlopige bevestiging als criterium gebruikt wordt om het blok mee te tellen.
Miners ontvangen naast de vaste beloning voor veel transacties ook een transactiebeloning (fee). Hoe hoger die is per byte, hoe sneller de transactie verwerkt wordt. Begin 2018 is de totale transactiebeloning ongeveer BTC 4 per blok, dit is 400 sat/byte. Oorspronkelijk was een transactiebeloning niet verplicht, maar de facto nu wel, want zonder transactiebeloning of bij een te lage transactiebeloning wordt de transactie meestal helemaal niet verwerkt. De mediaan van de transactiebeloningen is begin 2018 ongeveer € 15.
Het aantal transacties per 10 minuten wordt beperkt door de blokgrootte van 4 miljoen weight units (WU), dit is ongeveer 1 MB. Dit kan een opwaartse druk geven op de transactiebeloning (en op de verwerkingstijd van transacties zonder transactiebeloning of met een lage transactiebeloning), omdat miners als ze moeten kiezen voorrang geven aan het controleren en verwerken van transacties met de hoogste transactiebeloningen. De verzameling nog niet in een gevonden blok opgenomen transacties wordt de mempool genoemd. Bitcoin Cash is van Bitcoin afgesplitst wegens de behoefte aan grotere blokken, en daarmee de mogelijkheid van meer transacties, in dezelfde 10 minuten, zie ook onder.
Soms begint een miner nadat elders een nieuw blok is gevonden gelijk met het op basis daarvan zoeken van weer een nieuw blok, zonder daar transacties in te plaatsen, behalve die voor de eventuele vaste beloning (een "leeg" blok). Zo wordt de hashingcapaciteit gebruikt zonder onderbreking voor het selecteren van transacties die niet al in het vorige blok zitten. Daar staat voor de miner het nadeel tegenover dat er bij succes ook geen transactiebeloningen zijn. Als de miner klaar is met het selecteren van transacties voor een nieuw blok, en dan geen succes heeft gehad met het vinden van een leeg blok, kan hij gewoon overstappen op het niet-lege blok. Een nadeel van lege blokken voor het hele bitcoinsysteem is dat hierdoor het gemiddelde aantal transacties per tijdseenheid nog wat verder beperkt wordt.
Als men veel kleine bedragen bezit (ontvangen als wisselgeld of anderszins) kan het combineren daarvan als input van een transactie duur zijn qua transactiebeloning, of een trage transactie opleveren. Zulke bedragen af en toe omwisselen voor één totaalbedrag kan gunstiger zijn, omdat wanneer men zelf begunstigde is traagheid van bevestiging niet zo'n bezwaar is.
Mining vergt veel elektriciteit (zie ook onder) en veel koeling. Het gebeurt daarom veel op locaties waar elektriciteit goedkoop is en/of de buitentemperatuur laag is, zoals op locaties in China, IJsland en Canada.

## Uit de roulatie raken van bitcoinbedragen
Soms wordt een bitcoinbedrag doelbewust of per ongeluk onbruikbaar gemaakt waarbij dit uit de blockchain is af te lezen. Dit is weleens gebeurd bij het vinden van een blok zonder de vaste blokbeloning er in te verwerken, en is ook vaak toegepast (weliswaar steeds met een zeer klein bedrag) door een tekst in de blockchain op te slaan op de plaats van een bitcoinadres.
Soms verliest iemand bitcoinbedragen door een storing in een opslagmedium en het ontbreken van een back-up, of door per ongeluk weggooien. Een bekend geval is dat van James Howells in Newport (Wales), die in 2013 per ongeluk een harde schijf heeft weggegooid met daarop de geheime sleutels van ongeveer 8000 bitcoin, en geen kopie heeft van die sleutels. Anno 2025 verloor hij een juridische procedure waarin hij van de gemeente toestemming eiste om grootscheeps te gaan graven op de vuilnisbelt, hopend dat hij de harde schijf zou vinden, en de geheime sleutels nog zijn uit te lezen. Investeerders financieren een en ander tegen een aandeel in de opbrengst.
Verder kan het gebeuren dat een eigenaar overlijdt en de erfgenamen er geen raad mee weten of de sleutels niet kunnen vinden. Er kunnen ook in de begintijd bedragen achteloos weggegooid zijn toen die heel weinig waard waren, door mensen die alleen wat wilden experimenteren. 
Al deze bedragen gaan af van het totale bitcoinbedrag dat in omloop is en dat uiteindelijk in omloop zal zijn. Hoeveel er definitief uit de roulatie is is niet bekend. Van lang onaangeroerde bedragen (waaronder vele vaste blokbeloningen die in de begintijd door de pioniers zijn gemined) kunnen de sleutels ook gewoon goed bewaard zijn (waardoor mogelijk sommige pioniers nu miljardair zijn) en alsnog worden uitgegeven. Als te snel grote bedragen worden omgewisseld kan dit een neerwaartse druk op de koers geven.

## Gebruik als betaalmiddel, oppotmiddel, belegging

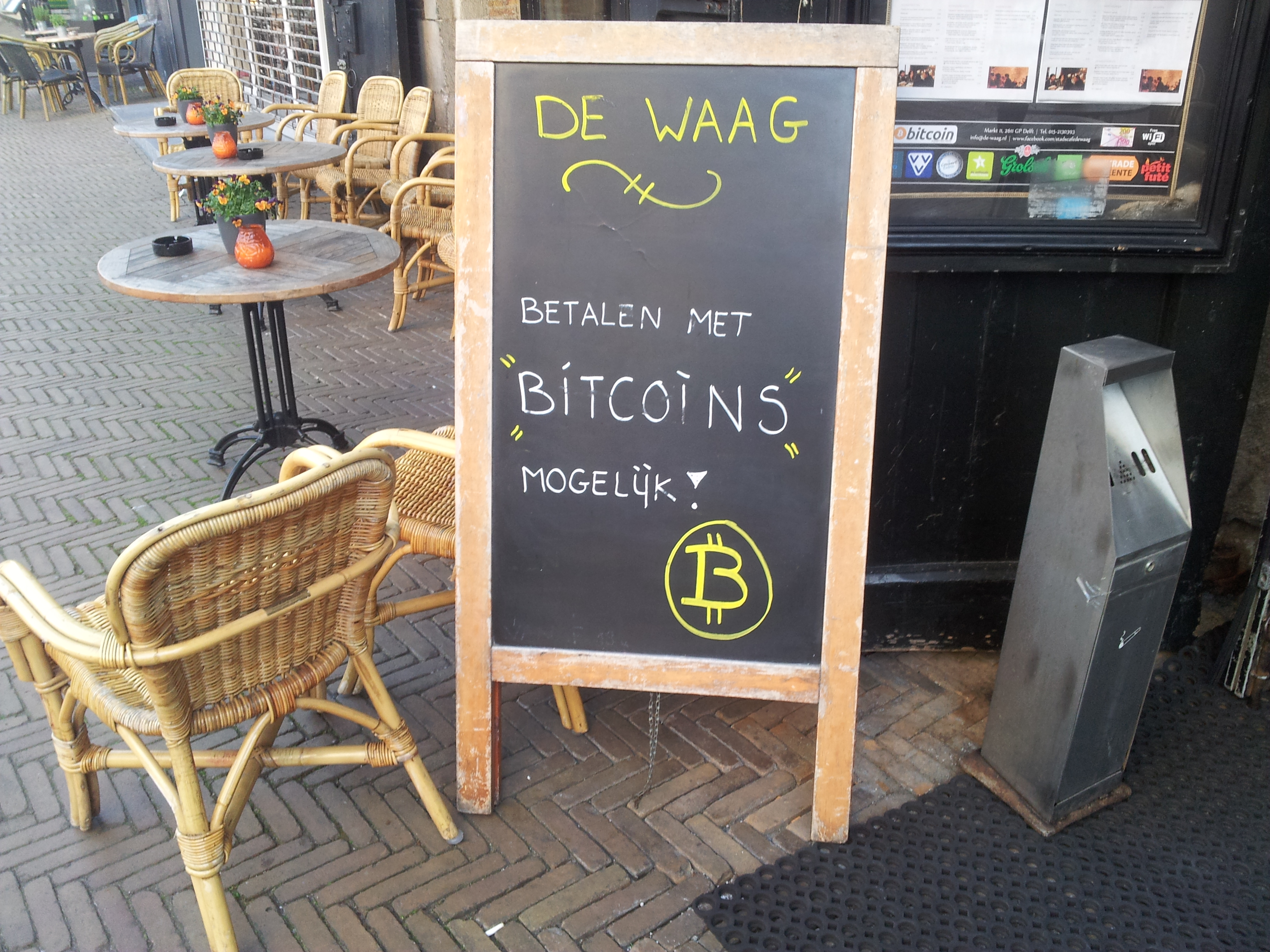
Bitcoins werden anno 2013 onder andere geaccepteerd in het Delftse stadscafé De Waag

Bitcoin kan in theorie de functie van geld als betaalmiddel, oppotmiddel en beleggingsmiddel vervullen, maar dat gebeurt in de praktijk nog niet veel. Het is vooralsnog een complementaire munteenheid.
Bitcoin beoogt in de eerste plaats een digitaal betaalmiddel of ruilmiddel te zijn. De bevestiging van een transactie neemt echter nog veel tijd in beslag, de transactiekosten zijn in sommige gevallen hoog, en acceptatie blijft (anno 2024) beperkt . Een ander nadeel is de volatiliteit van de koers, waardoor verkopers hun prijs in bitcoin doorlopend moeten aanpassen. Door deze redenen heeft bitcoin maar een zeer gering deel van de betaalmarkt in handen. Het wordt in twee landen als wettig betaalmiddel beschouwd: El Salvador en de Centraal-Afrikaanse Republiek, hoewel in beide landen de praktische bruikbaarheid beperkt blijft. Lightning network werd opgezet om een aantal van die problemen aan te pakken.
De tweede functie is die van oppotmiddel. Voorstanders van Bitcoin zien een voordeel in het feit dat het maximale aantal bitcoins beperkt is, waardoor de bitcoin schaars blijft en minder gevoelig zou zijn voor inflatie. Hierdoor wordt de Bitcoin door sommigen wel gezien als het toekomstige digitale goud, dat evenals goud een waardevast oppotmiddel zou kunnen worden. Dit is niet correct; inflatie geeft aan hoeveel producten duurder worden, niet hoeveel geld er beschikbaar is. Daarnaast zijn er nog diverse risico’s bij het gebruik van bitcoin als oppotmiddel. Zo kan de waarde van bitcoin sterk variëren (bitcoin is erg volatiel) en wordt de functie als oppotmiddel bedreigd door hacking van Bitcoinportemonnees (wallets) en zelfs de blockchain zelf, door diefstal bij tussenhandelaars zoals de beurzen en door andere beveiligingsproblemen.
Ten derde is bitcoin een manier om te beleggen en te speculeren. Omdat slechts 20% van de beschikbare bitcoins actief wordt verhandeld hoeven er geen aanzienlijke bedragen te worden geïnvesteerd om de marktprijs met het oog op eigen winst omhoog of omlaag te drijven. Hiervan kan misbruik worden gemaakt door partijen of groepen die veel bitcoins bezitten, de zogeheten bitcoin-walvissen (whales). Eind 2021 was 95% van alle bitcoins in handen van 2% van de portefeuilles. Beleggen in bitcoin kan ook indirect, door futures, exchange-traded note ETN en trackers (ETF).
De Autoriteit Financiële Markten in Nederland wijst op de zorgplicht van aanbieders jegens retailbeleggers. Het FSMA (België) wijst op het gevaar van de sterk wisselende koers, en het hacken van de handelsplatformen.

## Vertrouwelijkheid en verwisselbaarheid
Bitcoin is een alias, wat betekent dat de fondsen niet gebonden zijn aan echte objecten, maar eerder aan bitcoinadressen. Houders van bitcoinadressen worden niet expliciet geïdentificeerd, maar alle transacties in de blockchain zijn openbaar toegankelijk. Bovendien kunnen transacties aan personen en bedrijven worden gekoppeld via ‘gebruiksidiomen’ (bv. transacties waarbij munten van meerdere ingangen worden uitgegeven, tonen aan dat de ingangen een gemeenschappelijke eigenaar kunnen hebben) en de validatie van openbaar beschikbare transactiegegevens door bekende informatie over de eigenaars van bepaalde adressen. Bovendien kunnen bitcoinbeurzen, waar bitcoins worden ingewisseld voor traditionele valuta, wettelijk verplicht zijn om persoonlijke gegevens te verzamelen. Om de financiële privacy te verbeteren, kan er voor elke transactie een nieuw bitcoinadres worden aangemaakt.
Elektronische portemonnee en soortgelijke software behandelen technisch gezien alle bitcoins als gelijkwaardig, waardoor een basisniveau van inwisselbaarheid ontstaat. De onderzoekers merkten op dat de geschiedenis van elke bitcoin wordt geregistreerd en publiekelijk beschikbaar is in een blockchain-register, en dat gebruikers de bitcoins die van controversiële transacties afkomstig zijn kunnen weigeren, wat de verwisselbaarheid van bitcoins zou kunnen schaden. In 2012, bijvoorbeeld, bevroor Mt.Gox de rekeningen van gebruikers die bitcoins stortten waarvan bekend was dat ze net gestolen waren.

## Bezwaren
Er zitten aan cryptogeld in het algemeen, dus ook aan de bitcoin nadelen.

### Misbruik
Soms worden Bitcoin gebruikt door cybercriminelen, bijvoorbeeld bij het witwassen van de opbrengsten van ransomware en banking malware. Met name bij ransomware (bijvoorbeeld WannaCry) wordt het losgeld in toenemende mate opgeëist in bitcoins. Vanwege het grensoverschrijdende karakter en door het gebrek aan toezicht is het vermoeden dat de munt geschikt is voor criminelen om hun vermogen te verplaatsen en wit te wassen. Hoeveel bitcointransacties crimineel zijn, is onhelder: de schattingen variëren van 1 procent tot 44 procent.

### Impact op het milieu
Een bezwaar van het bitcoinsysteem is de energieverspilling die ingebakken zit in het systeem. Er is namelijk niet alleen rekenwerk nodig voor de controle, er wordt vooral veel energie gebruikt voor het proof-of-work systeem. Dit wordt ook niet minder naarmate computers efficiënter worden. Ook wordt controlewerk gedaan dat niet gebruikt wordt.
Eind 2021 bedroeg het jaarlijks energieverbruik van Bitcoin naar schatting 120 terawattuur (dit is een gemiddeld vermogen van 14 GW), vergelijkbaar met het verbruik van een land als Zweden. In 2016 veroorzaakte het minen van één bitcoin nog 0,9 ton CO2-uitstoot. In 2021 was dat opgelopen tot 113 ton.
Andere studies wijzen er echter op dat al meer dan 50% van de mining gebeurt met hernieuwbare energie, wat de totale uitstoot kan verlagen. Bovendien vindt een aanzienlijk deel van de mining plaats op locaties waar energie anders niet benut zou worden, bijvoorbeeld door gasflaring, overproductie van waterkracht of congestie op het elektriciteitsnet. In zulke gevallen maakt Bitcoin gebruik van energie die anders verloren zou gaan.
De snelle ontwikkeling van mining-hardware kan leiden tot een hogere vervangingssnelheid van apparatuur, wat potentieel bijdraagt aan elektronisch afval. Tegelijkertijd wordt oude hardware vaak doorverkocht naar regio’s met lagere energiekosten, wat de levensduur kan verlengen.

### Economische zeepbel en piramidespel
Bitcoin wordt, net als andere cryptovaluta, door verschillende economen omschreven als een economische zeepbel, waaronder Nobelprijswinnaars voor de economie, zoals Joseph Stiglitz, James Heckman, en Paul Krugman. Een andere winnaar van de prijs, Robert Shiller, betoogt dat bitcoin eerder een rage is die kan uitgroeien tot een beleggingscategorie. Hij beschrijft de prijsstijging als een ‘epidemie’, die wordt aangestuurd door besmettelijke verhalen.
Economen, investeerders en de centrale bank van Estland hebben bitcoin omschreven als een potentieel piramidespel.   De rechtsgeleerde Eric Posner is het daar echter niet mee eens, omdat ‘een echt piramidespel fraude pleegt; bitcoin lijkt daarentegen meer op een collectieve waanvoorstelling’.
In het door veel media als een van het beste in 2023 geroemde boek “Cryptomanie” van Zeke Faux en uitgegeven door de journalistengroep ‘Follow the Money’ wordt feitelijk verslag gedaan van veel zaken die op het hoge fakegehalte van cryptovaluta en in het bijzonder de Bitcoin zouden wijzen. Er wordt daarin ook aandacht besteed aan de criminele netwerken die op enigerlei wijze aan de Bitcoin zijn gelieerd.

## Geheime sleutel
De geheime sleutel van een bitcoinbedrag correspondeert met een binair getal van 256 bits. Van de {\displaystyle 2^{256}} mogelijke waarden is een relatief zeer klein aantal wiskundig niet geschikt als geheime sleutel, namelijk 0 en waarden dicht bij {\displaystyle 2^{256}} (beginnend met een lange rij enen). Daarnaast zijn bijvoorbeeld zeer kleine waarden (beginnend met een lange rij nullen) niet erg veilig, iemand zou ze een voor een kunnen proberen. Er is dus een zeer kleine kans dat een willekeurig gegenereerde waarde, bijvoorbeeld met een munt of dobbelsteen, niet geschikt is. In dat geval kan een nieuwe worden gegenereerd.

## Websites
- Website Bitcoin Nederland
- NOS. Hackers eisen bijna 1,1 miljoen euro om medische gegevens niet te lekken, 18 augustus 2025.